# Henryk Dolecki
Henryk Dolecki (ur. 26 maja 1945 w Samarkandzie)  – polski prawnik, doktor habilitowany nauk prawnych, profesor nadzwyczajny i kierownik Katedry Postępowania Cywilnego na Wydziale Prawa i Administracji Uniwersytetu Szczecińskiego, sędzia Naczelnego Sądu Administracyjnego orzekający w WSA w Szczecinie.

## Wykształcenie
Henryk Dolecki ukończył  w 1968 studia prawnicze na Wydziale Prawa i Administracji Uniwersytetu Wrocławskiego. Po studiach odbywał etatową aplikację sądową zakończoną egzaminem sędziowskim. Następnie został zatrudniony w macierzystej uczelni na stanowisku starszego asystenta. W 1980 roku uzyskał stopień doktora na podstawie rozprawy pt. Ingerencja sądu opiekuńczego w wykonanie władzy rodzicielskiej napisanej pod kierunkiem Henryka Mądrzaka, po uzyskaniu tego stopnia został mianowany na stanowisko adiunkta. W 1987 roku został zatrudniony na Wydziale Prawa i Administracji Uniwersytetu Szczecińskiego w Katedrze Postępowania Cywilnego na stanowisku adiunkta. 16 czerwca 1998 roku Wydziale Prawa i Administracji Uniwersytetu im. Adama Mickiewicza w Poznaniu uzyskał stopień doktora habilitowanego na podstawie monografii pt. Ciężar dowodowy w polskim procesie cywilnym. W grudniu 1998 roku został kierownikiem Katedry Postępowania Cywilnego WPiA US (kierował nią do 31 stycznia 2011 roku), zaś od lipca od 1999 roku został zatrudniony na stanowisku profesora US.

## Pełnione funkcje
Henryk Dolecki pełnił następujące funkcje:
- kierownik Katedry Postępowania Cywilnego WPiA US (1998–2011)
- prodziekan WPiA US (1999–2002)
- dziekan WPiA US (1 września 2008 – 30 listopada 2010)